# San Rocco all’Augusteo
Die Kirche von San Rocco in Rom ist eine Kirche aus dem 17. Jahrhundert im IV. Rione (Campo Marzio).

## Geschichte
Die Kirche wurde von der Confraternita di San Rocco gegründet, die dem Heiligen von Montpellier gewidmet und 1499 von Papst Alexander VI. approbiert wurde. Die religiöse Vereinigung wurde auf Initiative der Bootsführer und Gastwirte, die in der Nähe des Tibers wohnten, zur Hilfe für die Pestkranken gegründet und durfte ein Krankenhaus in der Nähe der seit dem 11. Jahrhundert bestehenden Kirche San Martino iuxta flumen („in der Nähe des Flusses“) bauen. Der Ort liegt sehr nahe am antiken Flusshafen Ripetta in Rom.

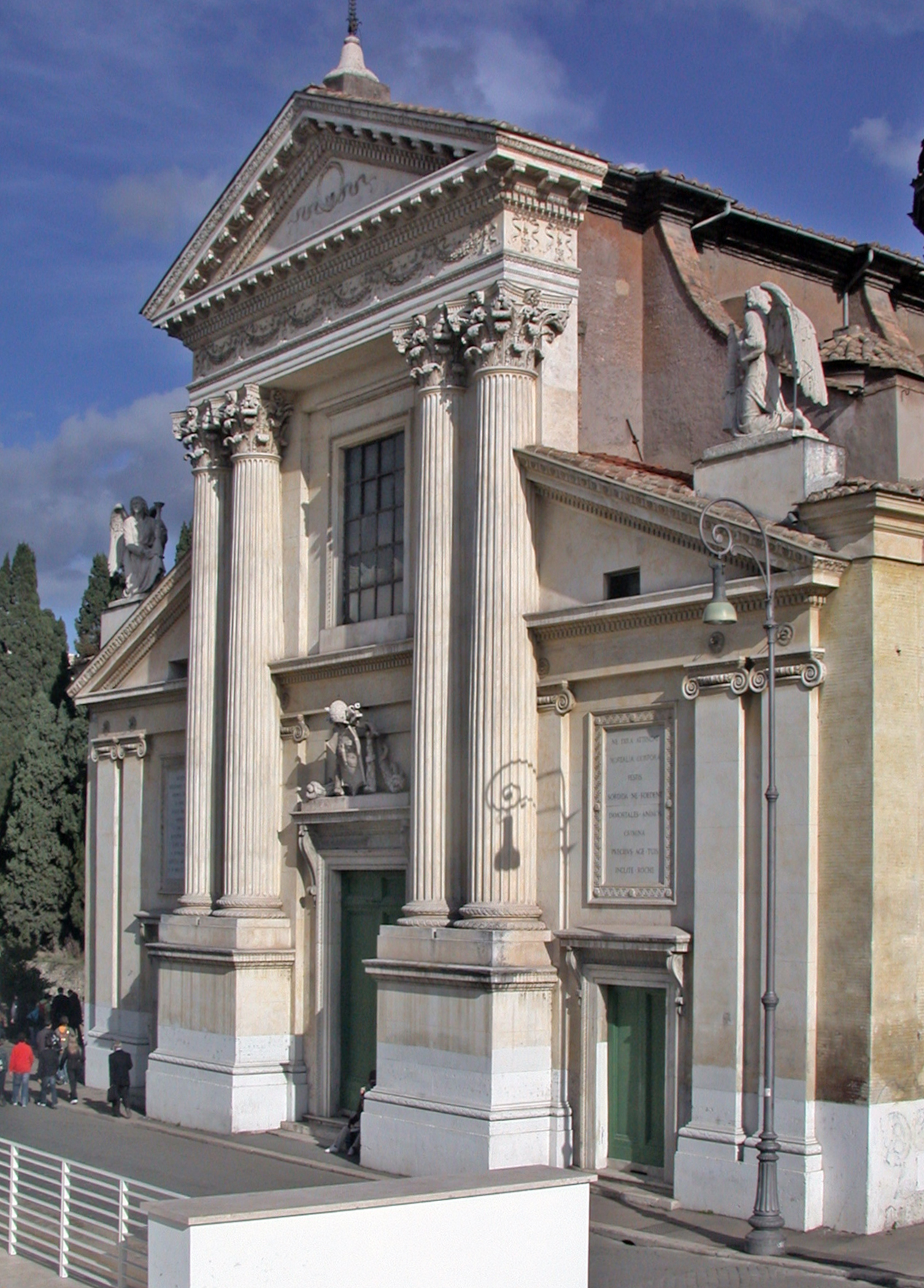
Fassade von Valadier, vom Ara Pacis aus gesehen

Unmittelbar nach den Jubeljahr 1500 wurde sie 1502 nach den Heiligen Rochus und Martin benannt und das Krankenhaus Ospedale di San Rocco gebaut, das später um eine gynäkologische Abteilung erweitert wurde. Die Kirche, ohne besondere künstlerischer Gestaltung, wurde mit einer Innendekoration, teilweise von Baldassare Peruzzi, vervollständigt und die Fassade mit den Geschichten des Heiligen Rochus vom Maler Avanzino Nucci freskiert.

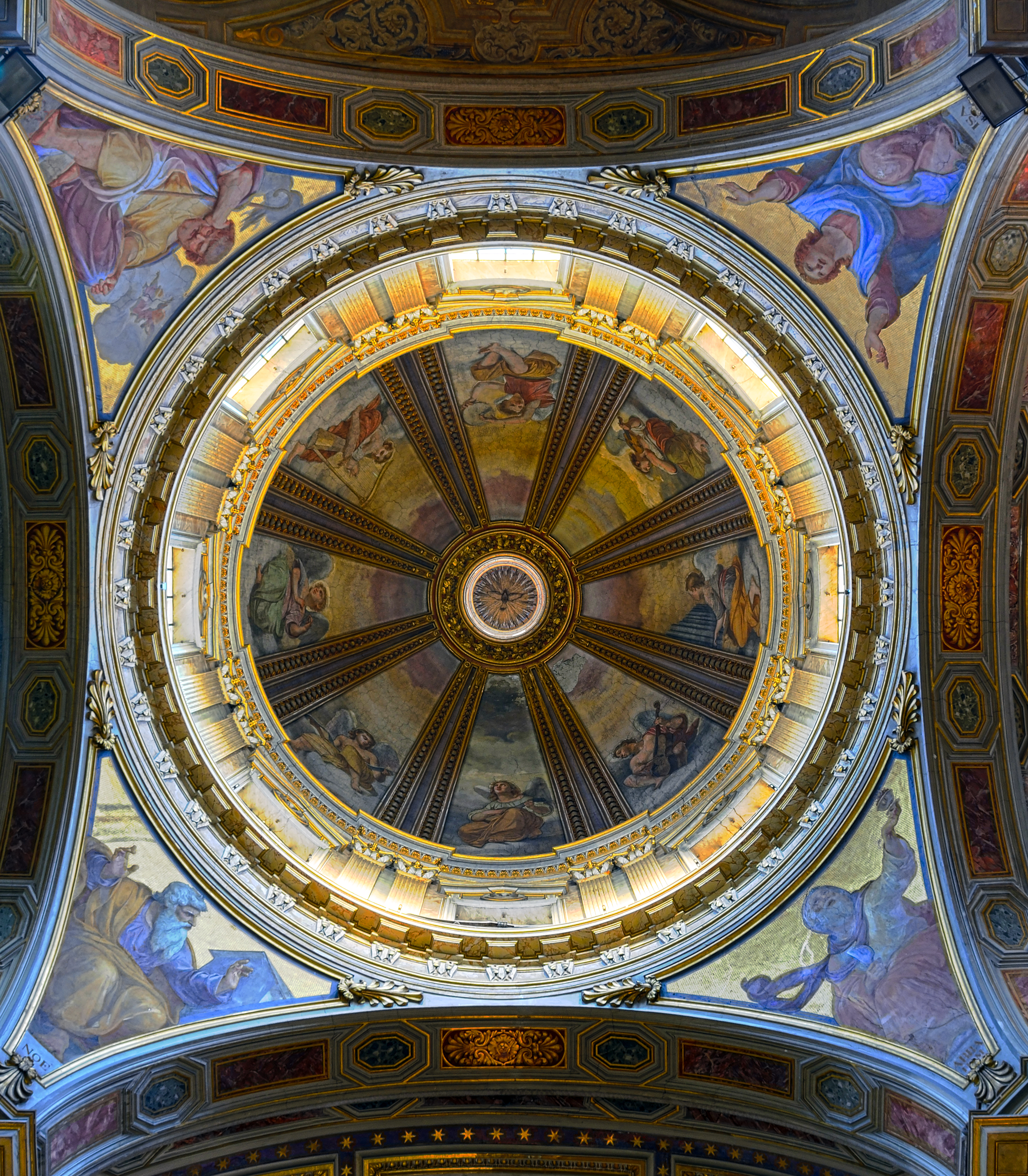
Kirchenkuppel, Werk von de’ Rossi

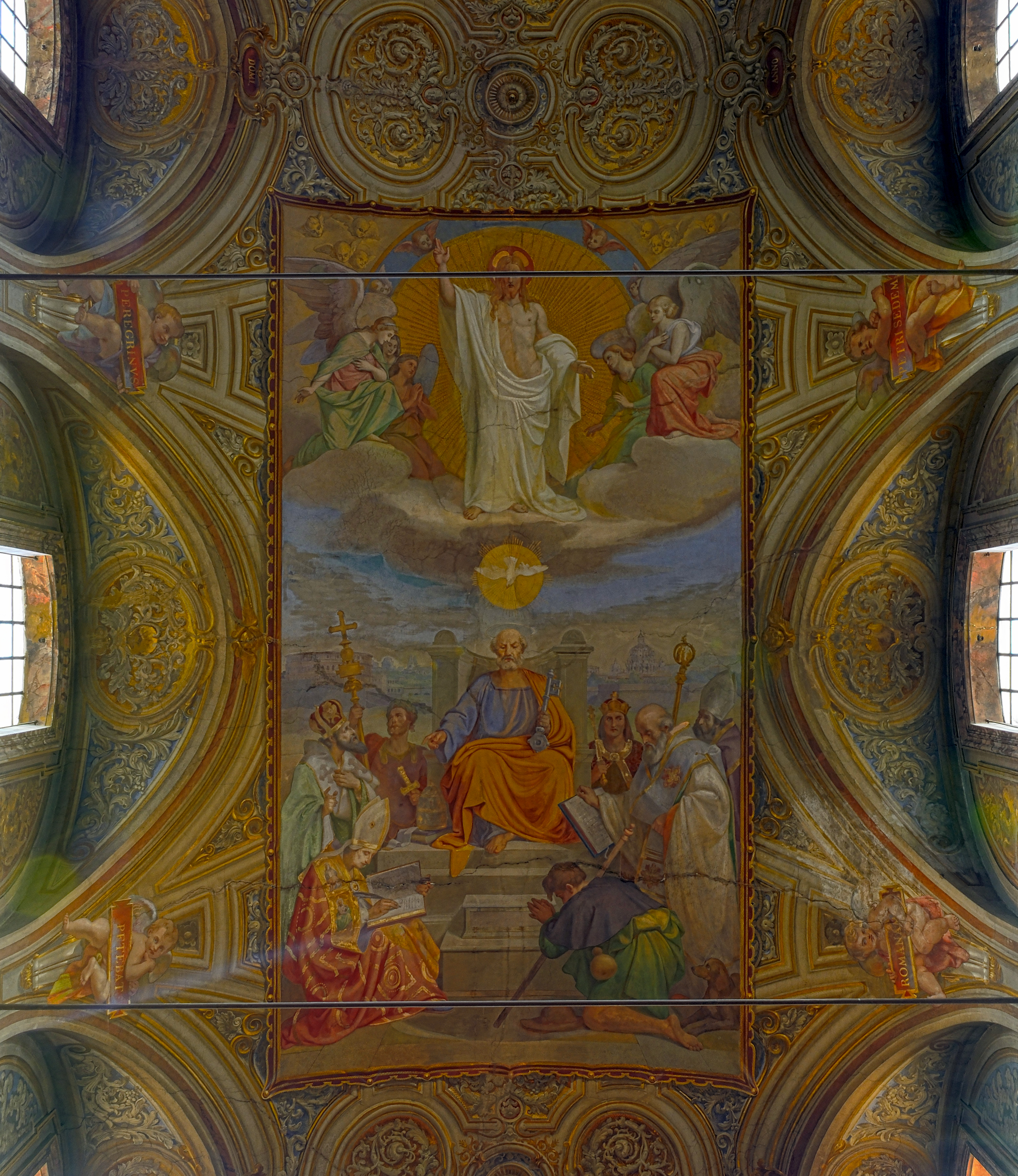
Deckenfresko

Im Jahre 1645 wurde ein altes Fresko mit der Darstellung der Madonna aufgefunden und das Bild wurde als wundertätig angesehen. Im folgenden Jahr begann die Renovierung der ersten Kirche, deren Arbeiten 1654 dank der Großzügigkeit der Kardinäle Odoardo Vecchiarelli und Francesco Barberini abgeschlossen wurden. Die Sakristei, der Bau der Kuppel, der Einbau der neuen Kapelle der „Madonna delle Grazie“, sind alles dem Architekten Giovanni Antonio De Rossi zu verdanken. Die einschiffige Kirche mit drei Kapellen auf jeder Seite erhielt eine neue Innenausstattung. Zu den Gemälden gehören die Madonna mit dem Kind und den Heiligen Rochus und Abt Antonius von Baldassare Peruzzi, die jedoch um 1660 von Giovanni Battista Gaulli, bekannt als Il Baciccio, wegen der großen Schäden durch die häufigen Überschwemmungen umfassend restauriert wurden, sowie das große Gemälde von Giacinto Brandi San Rocco in Gloria von Baldassare Peruzzi aus dem Jahr 1674, das auf dem Hochaltar angebracht wurde.

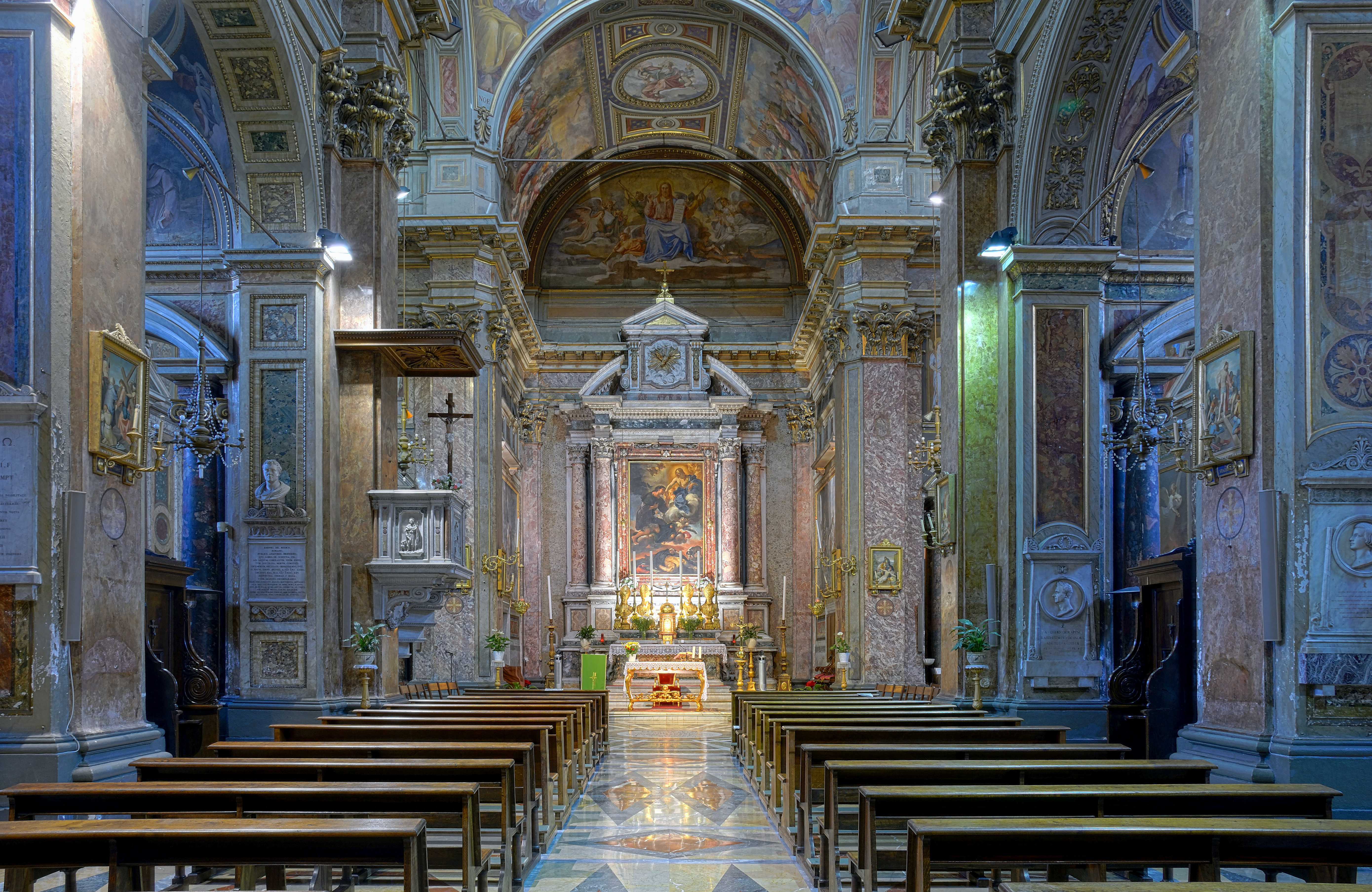
Kircheninneres

In der ersten Hälfte des 18. Jahrhunderts wurden die Kapellen mit Marmor verziert, während die Fassade 1832 im neoklassizistischen Stil vom Architekten Giuseppe Valadier mit einer einfachen Anordnung von Doppelsäulen mit korinthischen Kapitellen in der Mitte, flankiert von Pilastern mit ionischen Kapitellen, die ein großes Tympanon tragen, errichtet wurde. Auf dem Eingangsportal befindet sich das Wappen von Papst Gregor XVI., der zur Zeit der Arbeiten regierte.
Die erste radikale Veränderung des Erscheinungsbildes des Gebietes erfolgte 1890 mit dem Abriss des Hafens von Ripetta, durch den Bau der Lungotevere und der Ponte Cavour. In der Folge gab es radikale Renovierungsarbeiten in der Gegend um den Ara Pacis und zwischen 1934 und 1938 wurden die dichte Verbauung in der Nähe des Augustusmausoleums abgerissen. Während der Arbeiten wurden das Krankenhaus von San Rocco (zwischen 1772 und 1775 wieder aufgebaut) und der Glockenturm der Kirche abgerissen. Wegen dieser Arbeiten war es notwendig, die Seiten und den hinteren Teil der Kirche, die vorher auf anderen Gebäuden ruhten, durch Wände zu ersetzen. Die Kirche wurde nur dank ihres künstlerischen Wertes und der Verehrung der Madonna delle Grazie erhalten.

## Kuriositäten

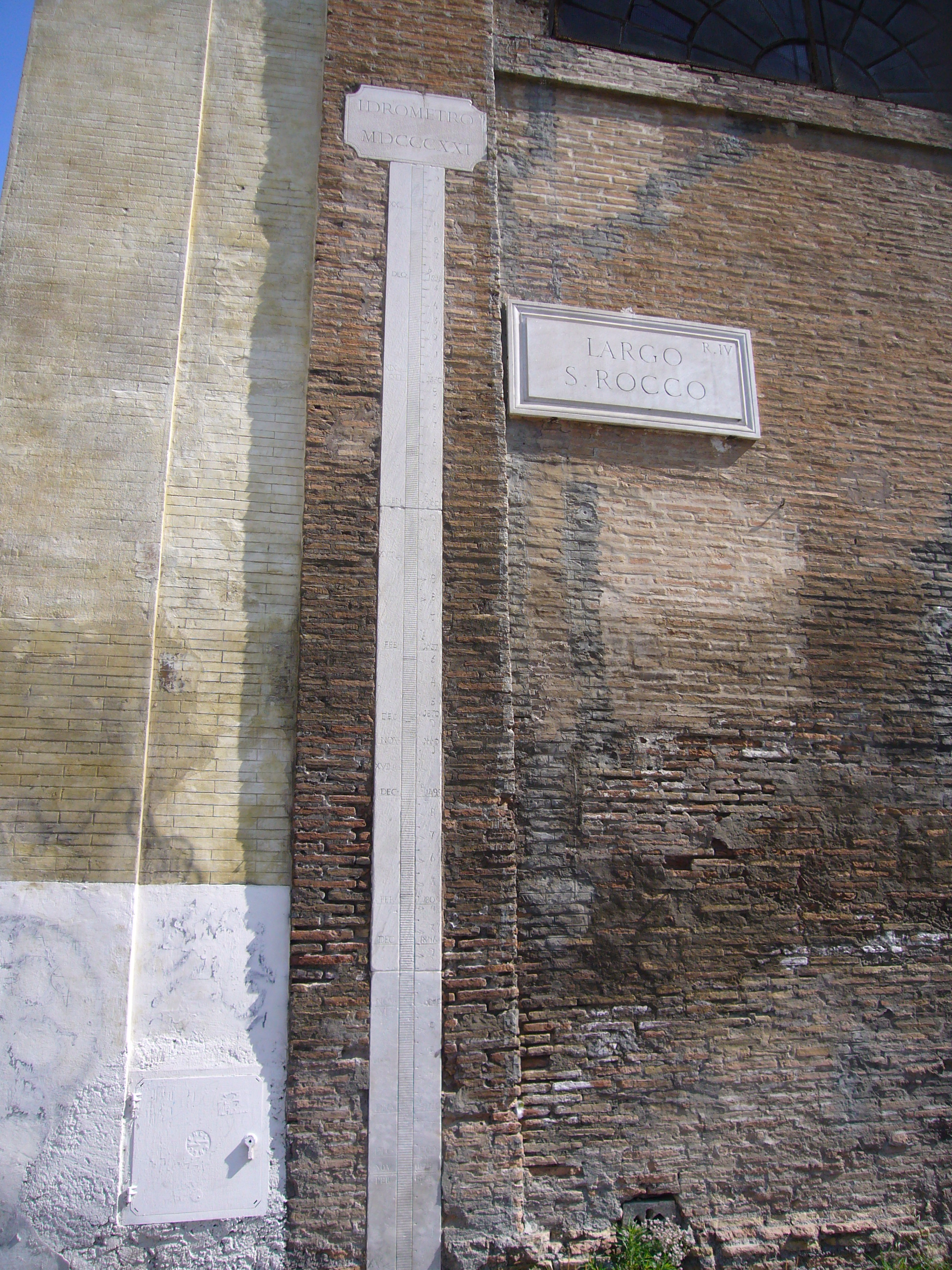
Pegel von Ripetta

Auf der rechten Seite der Kirche befindet sich seit 1821 eine im Flachrelief ausgeführte Säule, welche die Höhe der Tiberfluten anzeigt (Ripetta’s Hydrometer). Das schlimmste berichtete Hochwasser ist das von 1598 mit einem Rekord von 4 Metern über dem aktuellen Straßenniveau. Der ursprüngliche Hydrometer war in vier Teile unterteilt, die entlang einer Treppe angeordnet waren. Das erhaltene ist das obere Element.
Die Kirche ist eine der Rektoratskirchen Roms und ein Gotteshaus der Pfarrei von San Giacomo in Augusta.
In Luigi Pirandellos Il fu Mattia Pascal nimmt der Protagonist vor der Kirche Quartier und findet in seinem Zimmer eine Suppe mit Weihwasser aus der nahe gelegenen Kirche.
An die Kirche war das Krankenhaus San Rocco für Gebärende und die Celate („die Verborgenen“ für Frauen, die heimlich entbinden) angegliedert. Das Krankenhaus wurde 1892 verlegt und das Gebäude in einen Konzertsaal umgewandelt. Später wurde es für die Erweiterung der Piazza Augusto Imperatore abgerissen.